# Gunning (geslacht)
Gunning is een geslacht dat vele predikanten en hoogleraren voortbracht.

## Geschiedenis
De bewezen stamreeks begint met Henrick Gunning die na 19 september 1663 overleed. De eerste generaties woonden in Rheda. In de vijfde generatie trokken drie broers naar Haarlem; de jongste van die drie, Johan  Berndt Gönning (1733-1798), werd de stamvader van het uitgebreide Nederlandse nageslacht. De familie werd opgenomen in het Nederland's Patriciaat, laatst in 2005.

## Enkele telgen
Johannes Hermanus Gunning (1768-1853), ondernemer, papierfabrikant en maire van Apeldoorn
- Ds. Johannes Hermanus Gunning (1802-1889), predikant
  - Prof. dr. Jan Willem Gunning (1827-1900), hoogleraar scheikunde, zwager van prof. dr. Allard Pierson (1831-1896), predikant, hoogleraar esthetica, kunstgeschiedenis en nieuwe letteren en prof. mr. dr. Nicolaas Gerard Pierson (1839-1909), hoogleraar staathuishoudkunde en statistiek 
    - Prof. dr. Johannes Hermanus Gunning (1859-1951), hoogleraar pedagogiek (J.H. Gunning Wzn.), trouwde (1) 1882 Cecilia van Eeghen (2) 1904 Elisabeth Antonia Boissevain
      - Ir. Jan Willem Gunning (1885-1922)
        - Johannes Hermanus Gunning (1914-1998), luitenant-kolonel
          - Prof. dr. Jan Willem Gunning (1949), hoogleraar ontwikkelingseconomie; trouwde in 1973 met prof. dr. Louisa Johanna Schepers (1951), hoogleraar sociale geneeskunde en voorzitter College van Bestuur van de Universiteit van Amsterdam
          - Dr. mr. drs. Maria Jacoba Gunning (1951), advocaat, Italianist
          - Drs. Caecilia Gunning (1957); trouwde in 1988 met prof. dr. Robert  Wilhelmus Sauerwein (1953), hoogleraar medische parasitologie

        - Antoinette Frederica Robertina Everharda Gunning (1918-2006); trouwde in 1939 met prof. jhr. Axel Emil de Savornin Lohman (1903-1970), kunstschilder en hoogleraar

      - Dr. Christiaan Pieter Gunning (1886-1960), pedagoog, classicus, rector Het Amsterdams Lyceum

    - Dr. Jan Willem Gunning (1862-1923), predikant, directeur-secretaris Nederlands Zendelinggenootschap 
      - Herman Christiaan Jeronimo Gunning (1888-1967), burgemeester
        - Karel Frederik Gunning (1926-2007), arts
          - Prof. dr. ir. Jeronimo Willem Gunning (1966), hoogleraar politiek van het Midden-Oosten in Londen

  - Prof. dr. Johannes Hermanus Gunning (1829-1905), predikant, hoogleraar theologie (J.H. Gunning Jr.)
    - Dr. Johannes Hermanus Gunning (1858-1940), predikant (J.H. Gunning J.Hzn.)
      - Johannes Hermanus Gunning (1882-1960)
        - Ds. Willem Jacob Gunning (1917-2009), predikant
          - Prof. dr. Willem Boudewijn Gunning (1953), hoogleraar kinder- en jeugdpsychiatrie

    - Dr. Jan Willem Boudewijn Gunning  (1860-1913), arts, directeur Transvaal Zoological Gardens en Staatsmuseum in Pretoria
    - Françoise Caroline Gunning (1864-1954); trouwde in 1888 met jhr. dr. Jan Willem van Lennep, predikant
      - Prof. jhr. dr. David Jacob van Lennep (1896-1982), hoogleraar psychologie

  - Prof. dr. Willem Marius Gunning (1834-1912), hoogleraar oogheelkunde
    - Eva Anna Gunning (1869-1961); trouwde in 1892 met prof. mr. dr. Coenraad Alexander Verrijn Stuart (1865-1948), hoogleraar staathuishoudkunde
      - Prof. mr. dr. Gerard Marius Verrijn Stuart (1893-1969), hoogleraar staathuishoudkunde en statistiek

    - Anna Elisabeth Gunning (1875-1925); trouwde in 1900 met prof. Arend Willem Maurits Odé (1868-1955), beeldhouwer en hoogleraar
    - Petronella Adriana Gunning (1876-1956), violiste
    - Willem Marius Gunning (1877-1946), secretaris raad van beheer Centrale Suiker Maatschappij
      - Mr. Pieter Adriaan Gunning (1913-1967), directeur Ned. Overzeebank, hockeyer

  - Ds. Edward Bernard Gunning (1836-1905), predikant
    - Beatrix Hendrika Wilhelmina Gunning (1884-1984); trouwde in 1903 met prof. dr. Daniël Plooij (1877-1938), predikant en hoogleraar theologie

Geslachten die opgenomen zijn in het sinds 1910 verschijnende genealogische naslagwerk Nederland's Patriciaat. Lijst volgens opgave van het CBG Centrum voor familiegeschiedenis.
A · B · C · D · E · F · G · H · I · J · K · L · M · N · O · P · Q · R · S · T · U · V · W · Y · Z